# Дельгадо, Эддер
Э́ддер Хера́рдо Дельга́до Зеро́н (исп. Edder Gerardo Delgado Zerón; род. 20 ноября 1986, Сан-Мануэль, Гондурас) — гондурасский футболист, полузащитник клуба «Гондурас Прогресо». Выступал в сборной Гондураса. Участник Олимпийских игр в Пекине и чемпионата мира 2014 года.

## Клубная карьера
Дельгадо начал свою карьеру в клубе «Реал Эспанья». В 2009 году он дебютировал в чемпионате Гондураса. 2 сентября в поединке против «Реал Ювентуда» Эддер забил свой первый гол за команду.

## Международная карьера
В 2008 году Дельгадо в составе сборной принял участие в Олимпийских играх в Пекине.
28 июня 2009 года в товарищеском матче против сборной Панамы Эддер дебютировал за сборную Гондураса.
В том же году он был включен в заявку сборной на участие в Золотом кубке КОНКАКАФ. На турнире Дельгадо сыграл в матчах против сборных Ямайки, Гренады и Гватемалы.
В 2013 году Дельгадо во второй раз принял участие в розыгрыше Золотого кубка КОНКАКАФ. Он сыграл в четырёх матчах турнира против сборных Сальвадора, Коста-Рики, США и Гаити забил гол.
В 2014 году Эддер попал в заявку на участие в чемпионате мира в Бразилии. На турнире он был запасным и на поле не вышел.